# Corazonina
La corazonina es un undecapéptido amidado producido por las células neurosecretoras en el cerebro, e interneuronas pareadas en el cordón nervioso ventral. Tiene muchas acciones fisiológicas que, según el tipo de insecto, incluyen cardioaceleración, la melanización e inicio de la ecdisis.

## Constitución
La corazonina fue aislada en 1989 y tiene como estructura la cadena Glp-Tre-Fen-Gln-Tir-Ser-Arg-Gli-Trp-Tre-Asn- amida.

Estructura de la corazonina.

Éste péptido se encuentra en artrópodos, insectos (como la Drosophila melanogaster), en crustáceos y garrapatas en urocordados, hemicordados y equinodermos. En diferentes organismos, la corazonina controla varias funciones. En la cucaracha estimula el latido del corazón, mientras que en las langostas y el cangrejo de río controla la pigmentación y la melanización de la cutícula. En las polillas provoca la secreción de PETH / ETH de las células endocrinas Inka para iniciar la secuencia de comportamiento de la ecdisis, y también suprime la producción de seda. En las moscas controla la eyaculación espermática durante el apareamiento y también media el estrés metabólico, osmótico y oxidativo que acompaña a la actividad locomotora. La corazonina está relacionada con la hormona liberadora de gonadotropina de vertebrados (GnRH) y activa su receptor. Las hormonas desencadenantes de la ecdisis (ETH) son péptidos amidados, lineales, C-terminales pequeños, producidos y liberados por las células Inka endocrinas bajo el control de los ecdisteroides y otros péptidos.
La corazonina se aisló e identificó originalmente a partir de los cuerpos cardíacos de las cucarachas en función de su capacidad para estimular la frecuencia cardíaca. También estimula las contracciones del músculo hiperneural en las cucarachas.
En la mosca Drosophila, el gen que codifica el precursor de la corazonina fue identificado en 1994. Los péptidos de la corazonina y hormona adipokinética (AKH) poseen relación estructural y, además, sus hormonas precursoras tienen una organización similar, lo que sugiere un origen evolutivo común.
La corazonina está implicada en los ritmos circadianos y la diapausa en células neurosecretoras laterales de la Manduca contracta, una polilla, además de ser un cardioacelerador potente en la cucaracha roja y en un pequeño número de especies relacionadas de cucarachas, pero no en otros insectos.